# Technomyrmex deletus
Technomyrmex deletus är en myrart som beskrevs av Carlo Emery 1891. Technomyrmex deletus ingår i släktet Technomyrmex och familjen myror. Inga underarter finns listade i Catalogue of Life.